# Pyrrhiades lucagus
Pyrrhiades lucagus är en fjärilsart som beskrevs av Pieter Cramer 1777. Pyrrhiades lucagus ingår i släktet Pyrrhiades och familjen tjockhuvuden. Inga underarter finns listade i Catalogue of Life.

## Bildgalleri

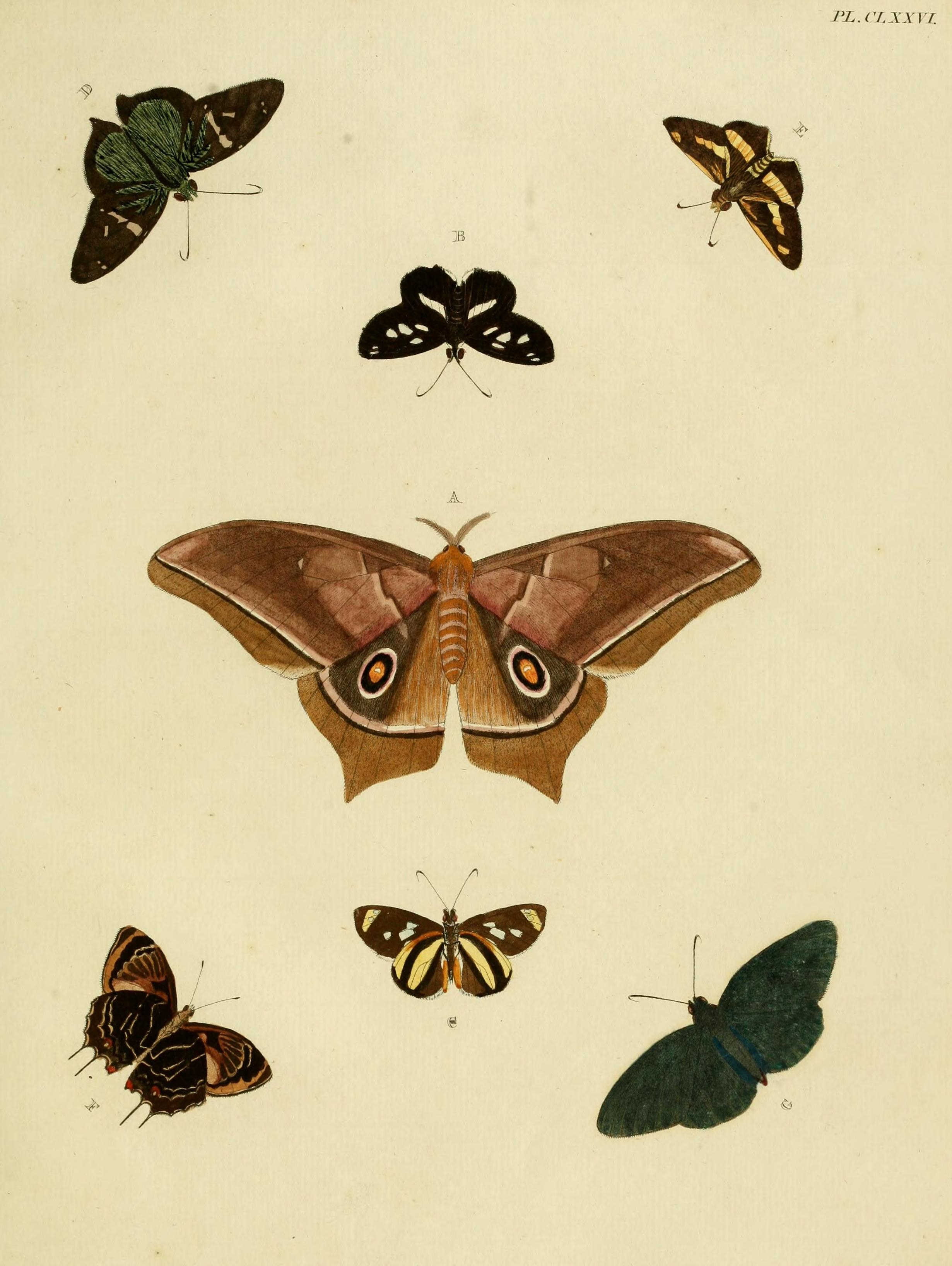